# Панки (Бєлгородська область)
Панки (рос. Панки) — село у Губкінському районі Бєлгородської області Російської Федерації.
Населення становить 104  особи. Входить до складу муніципального утворення Губкінський міський округ, Івановська територіальна адміністрація.

## Історія
Населений пункт розташований у східній частині української суцільної етнічної території — східній Слобожанщині.
Згідно із законом від 20 грудня 2004 року № 159 від у 2004—2007 роках органом місцевого самоврядування було міське поселення «Селище Троїцький».

## Населення
| 2002 | 2010 | 2011 | 2013 | 2015 | 2016 |
| ---- | ---- | ---- | ---- | ---- | ---- |
| 135  | ↘103 | ↗125 | ↘112 | ↘110 | ↘104 |